# Pokopališče La Recoleta
Pokopališče La Recoleta (špansko Cementerio de la Recoleta) je pokopališče v soseski Recoleta v Buenos Airesu v Argentini. V njem so grobovi pomembnih ljudi, med njimi Eve Perón, predsednikov Argentine, dobitnikov Nobelove nagrade, ustanovitelja argentinske mornarice in Napoleonove vnukinje. Leta 2011 ga je BBC označil za eno najboljših pokopališč na svetu, leta 2013 pa ga je CNN uvrstil med 10 najlepših pokopališč na svetu.

## Zgodovina
Frančiškanski menihi reda Recoletos, francoske reformne veje manjših bratov, so na to območje prispeli v začetku 18. stoletja. Pokopališče je zgrajeno okoli samostana (Convento de la Recoleta) in cerkve Gospe od Pilarja (Iglesia de Nuestra Señora del Pilar), zgrajene leta 1732.
Red je bil razpuščen leta 1822, vrt samostana pa je bil spremenjen v prvo javno pokopališče v Buenos Airesu. Odprto 17. novembra istega leta pod imenom Cementerio del Norte (Severno pokopališče), so bili odgovorni za njegovo ustanovitev tedanji guverner Martin Rodríguez, ki bo na koncu pokopan na pokopališču, in vladni minister Bernardino Rivadavia.
Postavitev leta 1822 je izvedel francoski gradbeni inženir Próspero Catelin, ki je tudi oblikoval sedanjo fasado metropolitanske stolnice v Buenos Airesu. Pokopališče je bilo nazadnje preurejeno leta 1881, pod vodstvom italijanskega arhitekta Juana Antonia Buschiazza, medtem ko je bil župan mesta Torcuato de Alvear.

## Opis
Na 5,5 hektarjev zemljišča se nahaja 4691 obokov, vse nad tlemi, od katerih jih je 94 argentinska vlada razglasila za nacionalne zgodovinske spomenike in jih varuje država. Vhod na pokopališče je skozi neoklasicistična vrata z visokimi dorskimi stebri. Pokopališče vsebuje veliko dodelanih marmornatih mavzolejev, okrašenih s kipi, v najrazličnejših arhitekturnih slogih, kot so art déco, art nouveau, barok in neogotska arhitektura in večina materialov, uporabljenih med 1880 in 1930 pri gradnji grobnic so bili uvoženi iz Pariza in Milana. Celotno pokopališče je razdeljeno na odseke, kot so mestni bloki, s širokimi drevoredi ob poteh, ki se razcepijo na poti, napolnjene z mavzoleji.
Te mavzoleje še vedno uporabljajo bogate družine v Argentini, ki imajo svoje grobnice in tam hranijo svoje pokojne. Medtem ko so številni mavzoleji v dobri obliki in dobro vzdrževani, so drugi propadli. Več jih je mogoče najti z razbitim steklom in posutimi s smeti. Med številnimi spomini so dela opaznih argentinskih kiparjev, na primer Lole Mora in Luisa Perlottija. Grobnica Liliane Crociati de Szaszak je zaradi svoje nenavadne zasnove še posebej zanimiva.

## Grobovi znanih ljudi
- Leandro N. Alem (1842–1896), ustanovitelj Unión Cívica Radical
- Adolfo Alsina (1829–1877), podpredsednik
- Raúl Alfonsín (1927–2009), prvi demokratični predsednik Argentine po vojaški diktaturi
- William Brown (1777–1857), admiral, oče argentinske mornarice
- Juan Bautista Alberdi (1810–1884), pisatelj in politik
- Juan Gregorio Pujol, guverner
- Luis César Amadori (1903–1977), pesnik in skladatelj
- Nicolás Avellaneda (1837–1885), predsednik Argentine
- Susan Barrantes (1937–1998), mati Sarah Ferguson
- Adolfo Bioy Casares (1914–1999), pisatelj
- Miguel Juárez Celman (1844–1909), predsednik Argentine
- Isabel Colonna-Walewski (1847–1847), vnukinja Napoleóna Bonaparteja
- Oliverio Girondo (1891–1967), pesnik in novinar
- José Hernandez (1834–1886), pisatelj
- Arturo Umberto Illia (1900–1983), predsednik Argentine
- Carlos Saavedra Lamas (1878–1959), državnik, Nobelova nagrada
- Enrique Larreta (1875–1961), pisatelj
- Juan Lavalle (1797–1841), general
- Luis Federico Leloir (1906–1987), Nobelov nagrajenec za kemijo
- Cándido López (1840–1902), slikar in vojak
- Vicente López y Planes (1785–1856), pesnik in politik
- Leopoldo Lugones (1874–1938), pisatelj
- Mariette Lydis (1887–1970), avstrijsko-argentinska slikarka
- Eduardo Mallea (1903–1982), pisatelj
- Bartolomé Mitre (1821–1906), pisatelj in predsednik
- Victoria Ocampo (1890–1979), pisateljica in založnica
- Carlos Pellegrini (1846–1906), predsednik Argentine
- Luis Piedrabuena (1833–1883), raziskovalec
- Eva Perón (1919–1952), prva dama Argentine
- Honorio Pueyrredón (1876–1945), učitelj in državnik
- Domingo Sarmiento (1811–1888), pisatelj in predsednik
- Hipólito Yrigoyen (1852–1933), predsednik